# لاوترتال (هسن)
لاوترتال (به آلمانی: Lautertal) یک شهر در آلمان است که در برگ‌شتراسه واقع شده‌است.